# Amerika-Haus
Amerika-Häuser waren Niederlassungen der United States Information Agency, die ab Ende der 1940er Jahre gegründet wurden. Die Amerika-Häuser sollten den Deutschen die Geschichte der US-Amerikaner, ihre Traditionen und Gebräuche näher bringen, verbunden mit einem festen Demokratieverständnis als Orientierung für den Neustart nach dem Zweiten Weltkrieg. Im Laufe der Zeit erweiterten die Einrichtungen ihr Angebot, so dass neben dem ursprünglichen Bibliotheksangebot auch Ausstellungen, lecture discussions und andere Veranstaltungen hinzukamen. Darüber hinaus wurden beispielsweise Beratungen zum Schüleraustausch angeboten. Die Amerika-Häuser waren ein wesentlicher Teil amerikanischer Public Diplomacy Aktivitäten.
In den 1960er Jahren waren die Amerika-Häuser oft Schauplatz von Anti-Vietnamkrieg-Demonstrationen und wurden in der Folge durch die Polizei geschützt. Das verschärfte sich nochmal während des Irakkriegs.
Im September 2007 wurde das letzte deutsche dieser weltweit ursprünglich 57 Amerikahäuser geschlossen. Bei den meisten Amerika-Häusern in Deutschland konnten die Einrichtungen in anderer Form weitergeführt werden, in der Regel als eingetragener Verein.

## Standorte in Deutschland

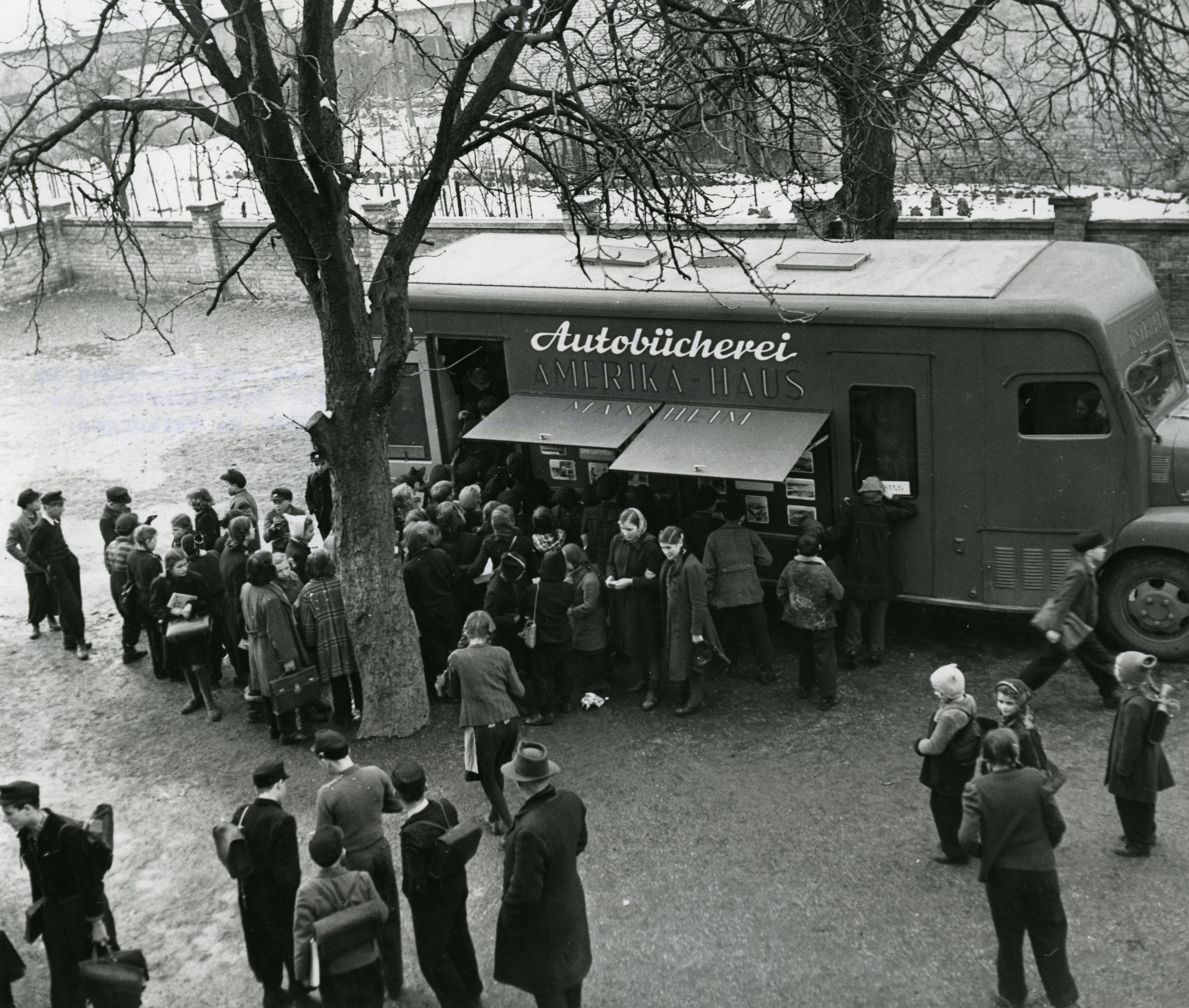
Autobücherei des Amerika-Hauses in Mannheim, um 1952

Es gibt oder gab folgende Amerika-Häuser:
- Amerika-Haus (Aichach) (ab 1948)
- Amerika-Haus (Augsburg) (ab 1948)
- Amerika-Haus (Bad Kissingen)
- Amerika-Haus (Bamberg) (ab 1948)
- Amerika-Haus (Berlin), Hardenbergstraße
- Amerika-Haus (Bielefeld)
- Amerika-Haus (Bremen)
- Amerika-Haus (Bremerhaven)
- Amerika-Haus (Büdingen)
- Amerika-Haus (Coburg) (ab 1948)
- Amerika-Haus (Darmstadt), jetzt: John-F.-Kennedy-Haus
- Amerika-Haus (Erlangen) (ab 1948)
- Amerikahaus Ruhr (1952–1964) in Essen, seit 1994: Europahaus, jetzt: Stratmanns Theater im Europahaus
- Amerika-Haus (Frankfurt am Main) (bis 2006), jetzt: Sitz des Instituto Cervantes
- Amerika-Haus Freiburg im Breisgau, jetzt: Carl-Schurz-Haus (Deutsch-Amerikanisches Institut)
- Amerika-Haus (Gießen) (1947 bis 1953)
- Amerika-Haus (Hannover)
- Amerika-Haus Heidelberg, jetzt: Deutsch-Amerikanisches Institut Heidelberg
- Amerika-Haus (Hamburg) befand sich ab 1949 an der Ecke Ballindamm/Lombardsbrücke, Max Brauer nannte den stahlendweißen, markanten Rundbau bei der Eröffnung „Weißes Haus der Amerikaner in Hamburg“[1] (abgerissen) und von 1957 bis 1997 an der Rothenbaumchaussee/Tesdorpfstraße 1[2][3] (abgerissen 2000). Nachfolgeeinrichtung: Amerikazentrum Hamburg e. V.
- Amerika-Haus (Hof (Saale)), Sophienstraße 23, jetzt: Haus der Jugend
- Amerika-Haus (Ingolstadt) (ab 1948)
- Amerika-Haus (Kaiserslautern) samt Außenstelle in Saarbrücken, (1952–1963/64)[4] Umzug nach Saarbrücken, jetzt: Deutsch-Amerikanisches Institut Saarbrücken/Saarland
- Amerika-Haus (Karlsruhe)
- Amerika-Haus (Kassel), Obere Königsstraße 41 (1955–1964)
- Amerika-Haus (Kempten) (ab 1948)
- Amerikahaus (Kiel); später auch: Kennedyhaus
- Amerika-Haus (Koblenz) 1952–1965[5]
- Amerika Haus (Köln), jetzt: AmerikaHaus NRW e. V.
- Amerika Haus (Leipzig), 1992–?[6]
- Amerika-Haus (Mannheim)
- Amerika-Haus (Marburg), jetzt: Stadtbücherei
- Amerika-Haus (München)
- Amerika-Haus (Nürnberg), jetzt: Deutsch-Amerikanisches Institut Nürnberg (DAI)
- Amerika-Haus (Regensburg) (ab 1949)
- Amerika-Haus (Schweinfurt)
- Amerika-Haus Stuttgart, jetzt: Deutsch-Amerikanisches Zentrum/James-F.-Byrnes-Institut e. V. (DAZ)
- Amerika-Haus (Sulzbach-Rosenberg)
- Amerika-Haus Tübingen, jetzt: Deutsch-Amerikanisches Institut Tübingen (DAI)
- Amerika-Haus (Ulm)
- Amerika-Haus (Wiesbaden) (ab 1948)
- Amerika-Haus (Würzburg) (ab 1948)

## Standorte in Österreich

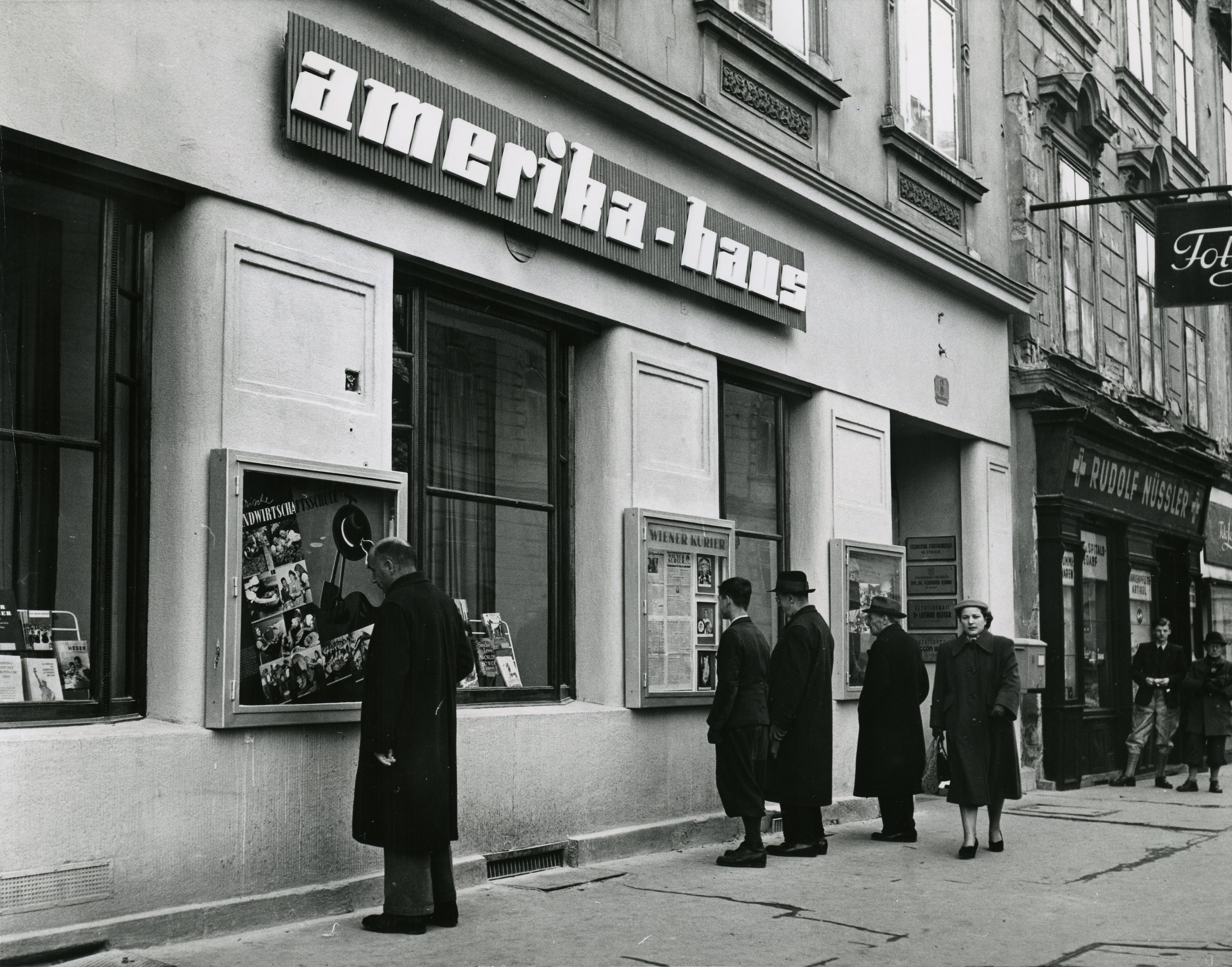
Amerika-Haus in Graz, 1952

- Amerika-Haus (Wien): Seit 1946; anfangs Kärntner Straße 38 (U.S. Information Center); 1957 Opernring-Hof; 1971 Friedrich-Schmidt-Platz 2 (heute von der Amerikanischen Botschaft betrieben)[7]
- Amerika-Haus (Gmunden) (1951–1955)
- Amerika-Haus (Graz), Hamerlinggasse 8 (1952–1961)
- Amerika-Haus (Innsbruck) (bis 1955)
- Amerika-Haus (Hallein) (bis 1955)
- Amerika-Haus (Klagenfurt) (1953–1958)
- Amerika-Haus (Linz) (bis 1965)
- Amerika-Haus (Ried im Innkreis) (bis 1955)
- Amerika-Haus (Salzburg) (bis 1963)
- Amerika-Haus (Steyr) (bis 1955)
- Amerika-Haus (Wels) (bis 1955)
- Amerika-Haus (Zell am See) (bis 1955)